# Duché de Naxos
 (juillet 2025).
Pour les articles homonymes, voir Naxos (homonymie).
1205–1579
Entités précédentes :
- Empire byzantin

Entités suivantes :
- Empire ottoman

Le duché de Naxos est un des États croisés fondés après la quatrième croisade sur des territoires byzantins. Il s'étendit sur une partie des Cyclades, îles de la mer Égée en Grèce. Il était centré sur Naxos, conquise en premier par Marco Sanudo. Le duché, fondé par des Vénitiens se plaça rapidement sous la suzeraineté de l'empereur latin de Constantinople. Le système féodal occidental fut surimposé au système byzantin. Les deux christianismes, catholique et orthodoxe, cohabitèrent ainsi.
Le duché fut d'abord gouverné par la dynastie des Sanudi (XIIIe et XIVe siècles) puis par celle des Crispi (XVe et XVIe siècles). En 1537, l'attaque par Khayr ad-Din Barberousse soumit le duché à la suzeraineté ottomane faisant du duc un tributaire du Sultan. En 1566, le dernier duc italien, fonctionnaire ottoman, fut remplacé par Sélim II qui nomma Joseph Nassi. Celui-ci géra le duché jusqu'en 1579 ; après une période intermédiaire où le titre fut attribué à divers personnages, le duché fut dissous vers 1617.

## La conquête
En 1204, la IVe croisade s'empara de Constantinople, et les vainqueurs se partagèrent l'Empire byzantin. La souveraineté nominale sur les Cyclades échut aux Croisés, sauf Andros et Tinos qui furent (théoriquement) attribuées, la première à Venise, la seconde à l'empereur latin de Constantinople. Les îles ne purent cependant être occupées rapidement ; après quelques années, un accord fut finalement conclu entre l'Empereur latin et Venise, autorisant des citoyens vénitiens agissant à titre privé à les conquérir, à condition d'en faire hommage à l'Empereur,. Cette nouvelle suscita des vocations. De nombreux aventuriers armèrent des flottes à leurs frais, dont un riche Vénitien résidant à Constantinople, Marco Sanudo, neveu du doge Enrico Dandolo. Il s'empara sans coup férir de Naxos en 1205 et en 1207 il contrôlait ainsi la plupart des Cyclades, directement ou par l'intermédiaire de vassaux (dont le seul à être clairement attesté est Marino Dandolo, pour Andros). D'autres seigneuries furent créées durant la même période en mer Égée : les frères Andrea et Geremia Ghisi  devinrent ainsi maîtres de Tinos, Mykonos et des Sporades  mais ne dépendaient pas du duché. L'histoire particulière de chaque île est mal connue pour le XIIIe siècle, et certaines dynasties (Barozzi, Querini) que l'on pensait s'être installées dès la fondation du duché semblent n'avoir acquis leurs possessions qu'à partir du XIVe siècle.
Marco Sanudo fonda le duché de Naxos avec les principales îles comme Naxos, Paros, Antiparos, Milos, Siphnos, Kythnos et Syros. Les ducs de Naxos devinrent vassaux de l'empereur latin de Constantinople en 1210. Les Latins imposèrent le système féodal occidental sur les îles qu'ils dominaient. Venise ne profitait donc plus directement de cette conquête, cependant la République y avait trouvé avantage : l'Archipel avait été débarrassé de ses pirates, mais aussi des Génois et la route commerciale vers Constantinople était sécurisée. Les habitats redescendirent vers les côtes et y furent fortifiés par les seigneurs latins : Paroikia sur Paros, le port sur Naxos ou Antiparos.

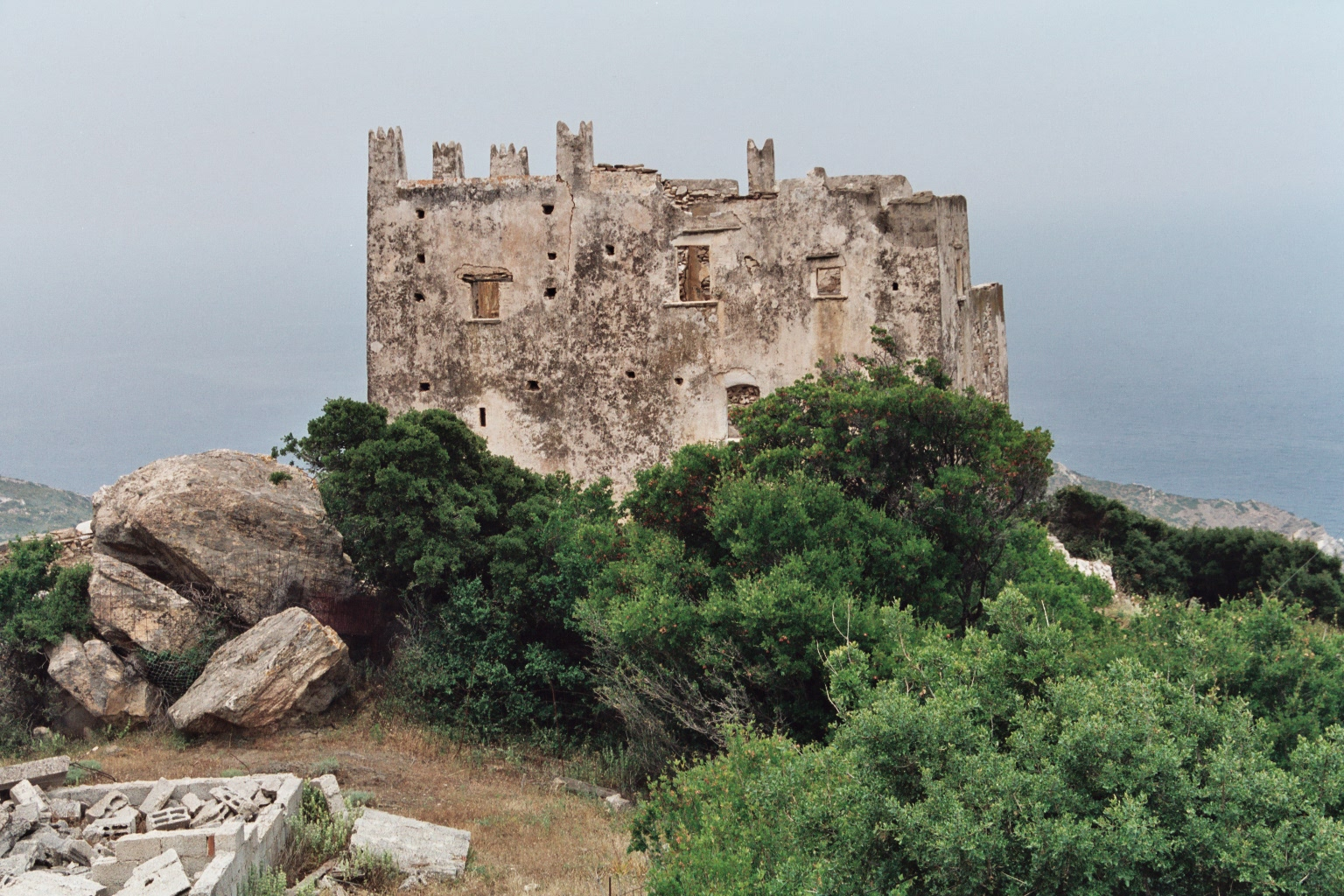
La tour d'Agia, dite « tour vénitienne » dans la campagne naxiote.

La coutume de la principauté de Morée, les Assises de Romanie devint rapidement la base de la législation dans les îles. En effet, à partir de 1248, le Duc de Naxos devint le vassal de Guillaume II de Villehardouin et donc à partir de 1278 de Charles Ier de Sicile. Le système féodal fut appliqué même pour les plus petites propriétés, ce qui eut pour effet de créer une importante « élite locale ». Les « nobles francs» reproduisirent la vie seigneuriale qu'ils avaient laissée derrière eux : ils se construisirent des « châteaux » où ils entretinrent une cour. Aux liens de vassalité s'ajoutèrent ceux du mariage. Les fiefs circulèrent et se fragmentèrent au fil des dots et des héritages. Ainsi, en 1350, quinze seigneurs dont onze Michieli se partageaient Kéa (120 km2 et quelques dizaines de familles alors).

## Le système féodal
Cependant, ce système féodal « franc » (comme on appelait tout ce qui venait d'Occident à l'époque) se surimposa au système administratif byzantin, conservé par les nouveaux seigneurs : les taxes et corvées féodales étaient appliquées aux divisions administratives byzantines et l'exploitation des fiefs continuait selon les techniques byzantines. La loi byzantine resta aussi en vigueur pour les mariages et les propriétés pour la population locale d'origine grecque. Il en était de même pour la religion : si la hiérarchie catholique dominait, la hiérarchie orthodoxe subsistait et parfois, lorsque le curé catholique n'était pas disponible, la messe était célébrée par le prêtre orthodoxe. Les deux cultures se mêlèrent étroitement. On peut le voir dans les motifs des broderies populaires dans les Cyclades : les influences italiennes et vénitiennes y sont très présentes.

## Les menaces extérieures
Au XIIIe siècle, la tentative de reconquête de l'Égée par Alexis Philanthropénos pour Michel VIII Paléologue, l'Empereur byzantin échoua devant Paros et Naxos,, mais certaines îles avaient été conquises et gardées par les Byzantins entre 1263 et 1278,. En 1292, Roger de Lauria ravagea Andros, Tinos, Mykonos et Kythnos, peut-être une conséquence de la guerre qui faisait rage entre Venise et Gênes. Au début du XIVe siècle, les Catalans firent leur apparition dans les îles, peu avant les Turcs. Le déclin des Seldjoukides laissa en effet le champ libre en Asie mineure à un certain nombre de principautés turkmènes dont les plus proches de la mer lancèrent à partir de 1330 des razzias dans l'archipel où les îles furent régulièrement pillées et leurs habitants emmenés en esclavage. Les Cyclades connurent alors un déclin démographique. Même lorsque les Ottomans commencèrent à s'imposer et à unifier l'Anatolie, les expéditions se poursuivirent, jusqu'au milieu du XVe siècle, en partie à cause du conflit entre Venise et les Ottomans.

## Une nouvelle dynastie
En 1383 la dynastie des Sanudo fut renversée et céda la place à celle des Crispo. La conquête ottomane de la Grèce en fit le dernier État latin en Orient. En 1418, le duc reconnut comme suzeraine la seigneurie de Venise, qui dirigea de facto le duché.
Le duché de Naxos passa temporairement sous protection vénitienne en 1499-1500 et 1511-1517.
En 1566 le dernier duc Giacomo IV Crispo fut déposé par le Sultan Sélim II qui installa à sa place un marrane portugais, Joseph Nassi. À la mort de ce dernier en 1579, divers prétendants se disputèrent sa succession, dont l'avant-dernier duc Giacomo IV Crispo. Finalement, le duché fut placé sous la dépendance du capitan pacha, qui nomma divers « bey-ducs » ayant un statut intermédiaire à la fois de gouverneur ottoman et de fermier des impôts, mais continuant à porter le titre de duc et à jouer un rôle « féodal » dans la juridiction du duché où les Assises de Romanie étaient toujours en vigueur. Ce statut fut supprimé en 1617.  
Quelques îles du duché restèrent dirigées pour quelques décennies par des seigneurs latins, Tinos demeurant vénitienne jusqu'au début du XVIIIe siècle.

## Ducs de Naxos

### Famille Sanudo

Armes des Sanudi, ducs de Naxos

- Marco Ier Sanudo (1205 ? -1227 ?) Fondateur de la dynastie
- Angelo Sanudo (1227 ?-1244) Fils du précédent
- Marco II Sanudo (1244-1303) Fils du précédent
- Guglielmo Sanudo (1303-1323) Fils du précédent
- Niccolò Sanudo (1323-1341) Fils du précédent
- Giovanni Sanudo (1341-1362) Frère du précédent
- Fiorenza Sanudo (1362-1371) Fille du précédent avec son second mari et cousin Niccolo Sanudo Spezzabanda
- Niccolo dalle Carceri (1371-1383) Fils de la précédente

### Famille Crispo

Armes des Crispi, ducs de Naxos

- Francesco Ier Crispo (1383-1397) Assassin du précédent et époux de Fiorenza Sanudo, nièce de Niccolò Sanudo et Giovanni Sanudo
- Giacomo Ier Crispo (1397-1418) Fils du précédent
- Giovanni II Crispo (1419-1437) Frère du précédent
- Giacomo II Crispo (1437-1447) Fils du précédent
- Gian Giacomo Crispo (1447-1453) Fils pas encore né à la mort du précédent. Régence assurée par les oncles du précédent : Niccolo Crispo puis Guglielmo Crispo
- Guiglelmo II Crispo (1453-1463) d'abord régent puis Duc
- Francesco II Crispo (1463) Neveu du précédent
- Giacomo III Crispo (1463-1480) Fils du précédent
- Giovanni III Crispo (1480-1494) Frère du précédent
- Régence directe de la république de Venise (1494-1500)
- Francesco III Crispo (1500-1511) Fils du précédent
- Régence directe de la république de Venise (1511-1518)
- Giovanni IV Crispo (1517-1564) Fils du précédent ; en 1537 passage sous souveraineté ottomane

### Sous souveraineté ottomane
- Giacomo IV Crispo (1564-1566) Fils du précédent
- Joseph Nassi (1566-1579)

#### Bey-ducs
- à partir de 1580, pendant moins de 3 ans : Süleyman (un chrétien converti), qui résida à Naxos
- Konstantinos Kandakouzenis, un phanariote qui ne résida pas sur place et abusa de sa position
- Après 1598 : Ioannis Choniatis, un Grec d'Athènes, de façon intermittente avec un autre personnage
- en 1600 : Carlo Cicala, un Sicilien catholique proche de l'Espagne, frère du capitan pacha Sinan Cicala. N'ayant pu obtenir l'éloignement des fonctionnaires ottomans locaux, et en butte à l'opposition des Vénitiens, alors ennemis des Espagnols, il ne prit pas effectivement possession du duché, qui fut à nouveau affermé à Choniatis
- de 1616 à 1617 : Gasparo Gratiani, un aventurier croate ayant participé aux négociations entre l'Empire ottoman et l'Autriche.

## Arbres généalogiques

### Arbre généalogique des Sanudi
|  |  |                                             |                                             |                                             |                                             |                                             |                                             |                                |                                |                                                   |                                                   |                                                   |                                                   |                                                   |                                                   |                                          |                                          | Marco Sanudo Constantinopolitani                                 |                                                                  |                                                                  |                                                                  |                                                                  |                                                                  |                                   |                                   |                                                           |                                                           |                                                           |                                                           |                                                           |                                                           |                                     |                                     |                                                 |                                                 |                                                 |                                                 |                                                 |                                                 |  |  |  |  |  |  |  |  |  |  |  |  |  |  |  |  |  |  |  |  |  |  |  |  |  |  |  |  |  |  |  |  |
|  |  |                                             |                                             |                                             |                                             |                                             |                                             |                                |                                |                                                   |                                                   |                                                   |                                                   |                                                   |                                                   |                                          |                                          |                                                                  |                                                                  |                                                                  |                                                                  |                                                                  |                                                                  |                                   |                                   |                                                           |                                                           |                                                           |                                                           |                                                           |                                                           |                                     |                                     |                                                 |                                                 |                                                 |                                                 |                                                 |                                                 |  |  |  |  |  |  |  |  |  |  |  |  |  |  |  |  |  |  |  |  |  |  |  |  |  |  |  |  |  |  |  |  |
|  |  |                                             |                                             |                                             |                                             |                                             |                                             |                                |                                |                                                   |                                                   |                                                   |                                                   |                                                   |                                                   |                                          |                                          |                                                                  |                                                                  |                                                                  |                                                                  |                                                                  |                                                                  |                                   |                                   |                                                           |                                                           |                                                           |                                                           |                                                           |                                                           |                                     |                                     |                                                 |                                                 |                                                 |                                                 |                                                 |                                                 |  |  |  |  |  |  |  |  |  |  |  |  |  |  |  |  |  |  |  |  |  |  |  |  |  |  |  |  |  |  |  |  |
|  |  | Enrico Dandolo (doge de Venise)             | Enrico Dandolo (doge de Venise)             | Enrico Dandolo (doge de Venise)             | Enrico Dandolo (doge de Venise)             | Enrico Dandolo (doge de Venise)             | Enrico Dandolo (doge de Venise)             |                                |                                | une sœur d'Enrico                                 | une sœur d'Enrico                                 | une sœur d'Enrico                                 | une sœur d'Enrico                                 | une sœur d'Enrico                                 | une sœur d'Enrico                                 |                                          |                                          | Pietro Sanudo                                                    | Pietro Sanudo                                                    | Pietro Sanudo                                                    | Pietro Sanudo                                                    | Pietro Sanudo                                                    | Pietro Sanudo                                                    |                                   |                                   |                                                           |                                                           |                                                           |                                                           |                                                           |                                                           |                                     |                                     |                                                 |                                                 |                                                 |                                                 |                                                 |                                                 |  |  |  |  |  |  |  |  |  |  |  |  |  |  |  |  |  |  |  |  |  |  |  |  |  |  |  |  |  |  |  |  |
|  |  | Enrico Dandolo (doge de Venise)             | Enrico Dandolo (doge de Venise)             | Enrico Dandolo (doge de Venise)             | Enrico Dandolo (doge de Venise)             | Enrico Dandolo (doge de Venise)             | Enrico Dandolo (doge de Venise)             |                                |                                | une sœur d'Enrico                                 | une sœur d'Enrico                                 | une sœur d'Enrico                                 | une sœur d'Enrico                                 | une sœur d'Enrico                                 | une sœur d'Enrico                                 |                                          |                                          | Pietro Sanudo                                                    | Pietro Sanudo                                                    | Pietro Sanudo                                                    | Pietro Sanudo                                                    | Pietro Sanudo                                                    | Pietro Sanudo                                                    |                                   |                                   |                                                           |                                                           |                                                           |                                                           |                                                           |                                                           |                                     |                                     |                                                 |                                                 |                                                 |                                                 |                                                 |                                                 |  |  |  |  |  |  |  |  |  |  |  |  |  |  |  |  |  |  |  |  |  |  |  |  |  |  |  |  |  |  |  |  |
|  |  |                                             |                                             |                                             |                                             |                                             |                                             |                                |                                |                                                   |                                                   |                                                   |                                                   |                                                   |                                                   |                                          |                                          |                                                                  |                                                                  |                                                                  |                                                                  |                                                                  |                                                                  |                                   |                                   |                                                           |                                                           |                                                           |                                                           |                                                           |                                                           |                                     |                                     |                                                 |                                                 |                                                 |                                                 |                                                 |                                                 |  |  |  |  |  |  |  |  |  |  |  |  |  |  |  |  |  |  |  |  |  |  |  |  |  |  |  |  |  |  |  |  |
|  |  |                                             |                                             |                                             |                                             |                                             |                                             |                                |                                |                                                   |                                                   |                                                   |                                                   |                                                   |                                                   |                                          |                                          |                                                                  |                                                                  |                                                                  |                                                                  |                                                                  |                                                                  |                                   |                                   |                                                           |                                                           |                                                           |                                                           |                                                           |                                                           |                                     |                                     |                                                 |                                                 |                                                 |                                                 |                                                 |                                                 |  |  |  |  |  |  |  |  |  |  |  |  |  |  |  |  |  |  |  |  |  |  |  |  |  |  |  |  |  |  |  |  |
|  |  | Bernardo Sanudo                             | Bernardo Sanudo                             | Bernardo Sanudo                             | Bernardo Sanudo                             | Bernardo Sanudo                             | Bernardo Sanudo                             |                                |                                | Lunardo Sanudo                                    | Lunardo Sanudo                                    | Lunardo Sanudo                                    | Lunardo Sanudo                                    | Lunardo Sanudo                                    | Lunardo Sanudo                                    |                                          |                                          | 1. Inconnue                                                      | 1. Inconnue                                                      | 1. Inconnue                                                      | 1. Inconnue                                                      | 1. Inconnue                                                      | 1. Inconnue                                                      |                                   |                                   | Marco Sanudo 1205 ? - 1227 ?                              | Marco Sanudo 1205 ? - 1227 ?                              | Marco Sanudo 1205 ? - 1227 ?                              | Marco Sanudo 1205 ? - 1227 ?                              | Marco Sanudo 1205 ? - 1227 ?                              | Marco Sanudo 1205 ? - 1227 ?                              |                                     |                                     | 2. Une sœur de l'empereur (latin ou de Nicée ?) | 2. Une sœur de l'empereur (latin ou de Nicée ?) | 2. Une sœur de l'empereur (latin ou de Nicée ?) | 2. Une sœur de l'empereur (latin ou de Nicée ?) | 2. Une sœur de l'empereur (latin ou de Nicée ?) | 2. Une sœur de l'empereur (latin ou de Nicée ?) |  |  |  |  |  |  |  |  |  |  |  |  |  |  |  |  |  |  |  |  |  |  |  |  |  |  |  |  |  |  |  |  |
|  |  | Bernardo Sanudo                             | Bernardo Sanudo                             | Bernardo Sanudo                             | Bernardo Sanudo                             | Bernardo Sanudo                             | Bernardo Sanudo                             |                                |                                | Lunardo Sanudo                                    | Lunardo Sanudo                                    | Lunardo Sanudo                                    | Lunardo Sanudo                                    | Lunardo Sanudo                                    | Lunardo Sanudo                                    |                                          |                                          | 1. Inconnue                                                      | 1. Inconnue                                                      | 1. Inconnue                                                      | 1. Inconnue                                                      | 1. Inconnue                                                      | 1. Inconnue                                                      |                                   |                                   | Marco Sanudo 1205 ? - 1227 ?                              | Marco Sanudo 1205 ? - 1227 ?                              | Marco Sanudo 1205 ? - 1227 ?                              | Marco Sanudo 1205 ? - 1227 ?                              | Marco Sanudo 1205 ? - 1227 ?                              | Marco Sanudo 1205 ? - 1227 ?                              |                                     |                                     | 2. Une sœur de l'empereur (latin ou de Nicée ?) | 2. Une sœur de l'empereur (latin ou de Nicée ?) | 2. Une sœur de l'empereur (latin ou de Nicée ?) | 2. Une sœur de l'empereur (latin ou de Nicée ?) | 2. Une sœur de l'empereur (latin ou de Nicée ?) | 2. Une sœur de l'empereur (latin ou de Nicée ?) |  |  |  |  |  |  |  |  |  |  |  |  |  |  |  |  |  |  |  |  |  |  |  |  |  |  |  |  |  |  |  |  |
|  |  |                                             |                                             |                                             |                                             |                                             |                                             |                                |                                |                                                   |                                                   |                                                   |                                                   |                                                   |                                                   |                                          |                                          |                                                                  |                                                                  |                                                                  |                                                                  |                                                                  |                                                                  |                                   |                                   |                                                           |                                                           |                                                           |                                                           |                                                           |                                                           |                                     |                                     |                                                 |                                                 |                                                 |                                                 |                                                 |                                                 |  |  |  |  |  |  |  |  |  |  |  |  |  |  |  |  |  |  |  |  |  |  |  |  |  |  |  |  |  |  |  |  |
|  |  |                                             |                                             |                                             |                                             |                                             |                                             |                                |                                |                                                   |                                                   |                                                   |                                                   | une fille de Macaire de Sainte-Menehould          | une fille de Macaire de Sainte-Menehould          | une fille de Macaire de Sainte-Menehould | une fille de Macaire de Sainte-Menehould | une fille de Macaire de Sainte-Menehould                         | une fille de Macaire de Sainte-Menehould                         |                                                                  |                                                                  | Angelo Sanudo 1227 ? - 1262 ?                                    | Angelo Sanudo 1227 ? - 1262 ?                                    | Angelo Sanudo 1227 ? - 1262 ?     | Angelo Sanudo 1227 ? - 1262 ?     | Angelo Sanudo 1227 ? - 1262 ?                             | Angelo Sanudo 1227 ? - 1262 ?                             |                                                           |                                                           | Giovanni Sanudo (installé en Eubée)                       | Giovanni Sanudo (installé en Eubée)                       | Giovanni Sanudo (installé en Eubée) | Giovanni Sanudo (installé en Eubée) | Giovanni Sanudo (installé en Eubée)             | Giovanni Sanudo (installé en Eubée)             |                                                 |                                                 |                                                 |                                                 |  |  |  |  |  |  |  |  |  |  |  |  |  |  |  |  |  |  |  |  |  |  |  |  |  |  |  |  |  |  |  |  |
|  |  |                                             |                                             |                                             |                                             |                                             |                                             |                                |                                |                                                   |                                                   |                                                   |                                                   | une fille de Macaire de Sainte-Menehould          | une fille de Macaire de Sainte-Menehould          | une fille de Macaire de Sainte-Menehould | une fille de Macaire de Sainte-Menehould | une fille de Macaire de Sainte-Menehould                         | une fille de Macaire de Sainte-Menehould                         |                                                                  |                                                                  | Angelo Sanudo 1227 ? - 1262 ?                                    | Angelo Sanudo 1227 ? - 1262 ?                                    | Angelo Sanudo 1227 ? - 1262 ?     | Angelo Sanudo 1227 ? - 1262 ?     | Angelo Sanudo 1227 ? - 1262 ?                             | Angelo Sanudo 1227 ? - 1262 ?                             |                                                           |                                                           | Giovanni Sanudo (installé en Eubée)                       | Giovanni Sanudo (installé en Eubée)                       | Giovanni Sanudo (installé en Eubée) | Giovanni Sanudo (installé en Eubée) | Giovanni Sanudo (installé en Eubée)             | Giovanni Sanudo (installé en Eubée)             |                                                 |                                                 |                                                 |                                                 |  |  |  |  |  |  |  |  |  |  |  |  |  |  |  |  |  |  |  |  |  |  |  |  |  |  |  |  |  |  |  |  |
|  |  |                                             |                                             |                                             |                                             |                                             |                                             |                                |                                |                                                   |                                                   |                                                   |                                                   |                                                   |                                                   |                                          |                                          |                                                                  |                                                                  |                                                                  |                                                                  |                                                                  |                                                                  |                                   |                                   |                                                           |                                                           |                                                           |                                                           |                                                           |                                                           |                                     |                                     |                                                 |                                                 |                                                 |                                                 |                                                 |                                                 |  |  |  |  |  |  |  |  |  |  |  |  |  |  |  |  |  |  |  |  |  |  |  |  |  |  |  |  |  |  |  |  |
|  |  |                                             |                                             |                                             |                                             |                                             |                                             |                                |                                |                                                   |                                                   |                                                   |                                                   |                                                   |                                                   |                                          |                                          |                                                                  |                                                                  |                                                                  |                                                                  |                                                                  |                                                                  |                                   |                                   |                                                           |                                                           |                                                           |                                                           |                                                           |                                                           |                                     |                                     |                                                 |                                                 |                                                 |                                                 |                                                 |                                                 |  |  |  |  |  |  |  |  |  |  |  |  |  |  |  |  |  |  |  |  |  |  |  |  |  |  |  |  |  |  |  |  |
|  |  |                                             |                                             |                                             |                                             |                                             |                                             |                                |                                | une fille ∞ Paolo Navigaioso (seigneur de Lemnos) | une fille ∞ Paolo Navigaioso (seigneur de Lemnos) | une fille ∞ Paolo Navigaioso (seigneur de Lemnos) | une fille ∞ Paolo Navigaioso (seigneur de Lemnos) | une fille ∞ Paolo Navigaioso (seigneur de Lemnos) | une fille ∞ Paolo Navigaioso (seigneur de Lemnos) |                                          |                                          | Marino Sanudo (apanage de Paros et Antiparos) ∞ Portia da Verona | Marino Sanudo (apanage de Paros et Antiparos) ∞ Portia da Verona | Marino Sanudo (apanage de Paros et Antiparos) ∞ Portia da Verona | Marino Sanudo (apanage de Paros et Antiparos) ∞ Portia da Verona | Marino Sanudo (apanage de Paros et Antiparos) ∞ Portia da Verona | Marino Sanudo (apanage de Paros et Antiparos) ∞ Portia da Verona |                                   |                                   | Marco II Sanudo 1262 ? - 1303                             | Marco II Sanudo 1262 ? - 1303                             | Marco II Sanudo 1262 ? - 1303                             | Marco II Sanudo 1262 ? - 1303                             | Marco II Sanudo 1262 ? - 1303                             | Marco II Sanudo 1262 ? - 1303                             |                                     |                                     |                                                 |                                                 |                                                 |                                                 |                                                 |                                                 |  |  |  |  |  |  |  |  |  |  |  |  |  |  |  |  |  |  |  |  |  |  |  |  |  |  |  |  |  |  |  |  |
|  |  |                                             |                                             |                                             |                                             |                                             |                                             |                                |                                | une fille ∞ Paolo Navigaioso (seigneur de Lemnos) | une fille ∞ Paolo Navigaioso (seigneur de Lemnos) | une fille ∞ Paolo Navigaioso (seigneur de Lemnos) | une fille ∞ Paolo Navigaioso (seigneur de Lemnos) | une fille ∞ Paolo Navigaioso (seigneur de Lemnos) | une fille ∞ Paolo Navigaioso (seigneur de Lemnos) |                                          |                                          | Marino Sanudo (apanage de Paros et Antiparos) ∞ Portia da Verona | Marino Sanudo (apanage de Paros et Antiparos) ∞ Portia da Verona | Marino Sanudo (apanage de Paros et Antiparos) ∞ Portia da Verona | Marino Sanudo (apanage de Paros et Antiparos) ∞ Portia da Verona | Marino Sanudo (apanage de Paros et Antiparos) ∞ Portia da Verona | Marino Sanudo (apanage de Paros et Antiparos) ∞ Portia da Verona |                                   |                                   | Marco II Sanudo 1262 ? - 1303                             | Marco II Sanudo 1262 ? - 1303                             | Marco II Sanudo 1262 ? - 1303                             | Marco II Sanudo 1262 ? - 1303                             | Marco II Sanudo 1262 ? - 1303                             | Marco II Sanudo 1262 ? - 1303                             |                                     |                                     |                                                 |                                                 |                                                 |                                                 |                                                 |                                                 |  |  |  |  |  |  |  |  |  |  |  |  |  |  |  |  |  |  |  |  |  |  |  |  |  |  |  |  |  |  |  |  |
|  |  |                                             |                                             |                                             |                                             |                                             |                                             |                                |                                |                                                   |                                                   |                                                   |                                                   |                                                   |                                                   |                                          |                                          |                                                                  |                                                                  |                                                                  |                                                                  |                                                                  |                                                                  |                                   |                                   |                                                           |                                                           |                                                           |                                                           |                                                           |                                                           |                                     |                                     |                                                 |                                                 |                                                 |                                                 |                                                 |                                                 |  |  |  |  |  |  |  |  |  |  |  |  |  |  |  |  |  |  |  |  |  |  |  |  |  |  |  |  |  |  |  |  |
|  |  |                                             |                                             |                                             |                                             |                                             |                                             |                                |                                |                                                   |                                                   |                                                   |                                                   |                                                   |                                                   |                                          |                                          | Guglielmo Sanudo 1303 - 1323                                     | Guglielmo Sanudo 1303 - 1323                                     | Guglielmo Sanudo 1303 - 1323                                     | Guglielmo Sanudo 1303 - 1323                                     | Guglielmo Sanudo 1303 - 1323                                     | Guglielmo Sanudo 1303 - 1323                                     |                                   |                                   | Francesco Sanudo (apanage de Milos) ∞ Cassandra de Durnay | Francesco Sanudo (apanage de Milos) ∞ Cassandra de Durnay | Francesco Sanudo (apanage de Milos) ∞ Cassandra de Durnay | Francesco Sanudo (apanage de Milos) ∞ Cassandra de Durnay | Francesco Sanudo (apanage de Milos) ∞ Cassandra de Durnay | Francesco Sanudo (apanage de Milos) ∞ Cassandra de Durnay |                                     |                                     | Marco Sanudo (apanages à Andros et en Eubée)    | Marco Sanudo (apanages à Andros et en Eubée)    | Marco Sanudo (apanages à Andros et en Eubée)    | Marco Sanudo (apanages à Andros et en Eubée)    | Marco Sanudo (apanages à Andros et en Eubée)    | Marco Sanudo (apanages à Andros et en Eubée)    |  |  |  |  |  |  |  |  |  |  |  |  |  |  |  |  |  |  |  |  |  |  |  |  |  |  |  |  |  |  |  |  |
|  |  |                                             |                                             |                                             |                                             |                                             |                                             |                                |                                |                                                   |                                                   |                                                   |                                                   |                                                   |                                                   |                                          |                                          | Guglielmo Sanudo 1303 - 1323                                     | Guglielmo Sanudo 1303 - 1323                                     | Guglielmo Sanudo 1303 - 1323                                     | Guglielmo Sanudo 1303 - 1323                                     | Guglielmo Sanudo 1303 - 1323                                     | Guglielmo Sanudo 1303 - 1323                                     |                                   |                                   | Francesco Sanudo (apanage de Milos) ∞ Cassandra de Durnay | Francesco Sanudo (apanage de Milos) ∞ Cassandra de Durnay | Francesco Sanudo (apanage de Milos) ∞ Cassandra de Durnay | Francesco Sanudo (apanage de Milos) ∞ Cassandra de Durnay | Francesco Sanudo (apanage de Milos) ∞ Cassandra de Durnay | Francesco Sanudo (apanage de Milos) ∞ Cassandra de Durnay |                                     |                                     | Marco Sanudo (apanages à Andros et en Eubée)    | Marco Sanudo (apanages à Andros et en Eubée)    | Marco Sanudo (apanages à Andros et en Eubée)    | Marco Sanudo (apanages à Andros et en Eubée)    | Marco Sanudo (apanages à Andros et en Eubée)    | Marco Sanudo (apanages à Andros et en Eubée)    |  |  |  |  |  |  |  |  |  |  |  |  |  |  |  |  |  |  |  |  |  |  |  |  |  |  |  |  |  |  |  |  |
|  |  |                                             |                                             |                                             |                                             |                                             |                                             |                                |                                |                                                   |                                                   |                                                   |                                                   |                                                   |                                                   |                                          |                                          |                                                                  |                                                                  |                                                                  |                                                                  |                                                                  |                                                                  |                                   |                                   |                                                           |                                                           |                                                           |                                                           |                                                           |                                                           |                                     |                                     |                                                 |                                                 |                                                 |                                                 |                                                 |                                                 |  |  |  |  |  |  |  |  |  |  |  |  |  |  |  |  |  |  |  |  |  |  |  |  |  |  |  |  |  |  |  |  |
|  |  | Marco (Marcolino) Sanudo (apanage de Milos) | Marco (Marcolino) Sanudo (apanage de Milos) | Marco (Marcolino) Sanudo (apanage de Milos) | Marco (Marcolino) Sanudo (apanage de Milos) | Marco (Marcolino) Sanudo (apanage de Milos) | Marco (Marcolino) Sanudo (apanage de Milos) |                                |                                | Niccolò Sanudo ∞ Jeanne de Brienne 1323 - 1341    | Niccolò Sanudo ∞ Jeanne de Brienne 1323 - 1341    | Niccolò Sanudo ∞ Jeanne de Brienne 1323 - 1341    | Niccolò Sanudo ∞ Jeanne de Brienne 1323 - 1341    | Niccolò Sanudo ∞ Jeanne de Brienne 1323 - 1341    | Niccolò Sanudo ∞ Jeanne de Brienne 1323 - 1341    |                                          |                                          | Marino et Pietro Sanudo                                          | Marino et Pietro Sanudo                                          | Marino et Pietro Sanudo                                          | Marino et Pietro Sanudo                                          | Marino et Pietro Sanudo                                          | Marino et Pietro Sanudo                                          |                                   |                                   | Giovanni Sanudo 1341 - 1362                               | Giovanni Sanudo 1341 - 1362                               | Giovanni Sanudo 1341 - 1362                               | Giovanni Sanudo 1341 - 1362                               | Giovanni Sanudo 1341 - 1362                               | Giovanni Sanudo 1341 - 1362                               |                                     |                                     | Gugliemo Sanudo                                 | Gugliemo Sanudo                                 | Gugliemo Sanudo                                 | Gugliemo Sanudo                                 | Gugliemo Sanudo                                 | Gugliemo Sanudo                                 |  |  |  |  |  |  |  |  |  |  |  |  |  |  |  |  |  |  |  |  |  |  |  |  |  |  |  |  |  |  |  |  |
|  |  | Marco (Marcolino) Sanudo (apanage de Milos) | Marco (Marcolino) Sanudo (apanage de Milos) | Marco (Marcolino) Sanudo (apanage de Milos) | Marco (Marcolino) Sanudo (apanage de Milos) | Marco (Marcolino) Sanudo (apanage de Milos) | Marco (Marcolino) Sanudo (apanage de Milos) |                                |                                | Niccolò Sanudo ∞ Jeanne de Brienne 1323 - 1341    | Niccolò Sanudo ∞ Jeanne de Brienne 1323 - 1341    | Niccolò Sanudo ∞ Jeanne de Brienne 1323 - 1341    | Niccolò Sanudo ∞ Jeanne de Brienne 1323 - 1341    | Niccolò Sanudo ∞ Jeanne de Brienne 1323 - 1341    | Niccolò Sanudo ∞ Jeanne de Brienne 1323 - 1341    |                                          |                                          | Marino et Pietro Sanudo                                          | Marino et Pietro Sanudo                                          | Marino et Pietro Sanudo                                          | Marino et Pietro Sanudo                                          | Marino et Pietro Sanudo                                          | Marino et Pietro Sanudo                                          |                                   |                                   | Giovanni Sanudo 1341 - 1362                               | Giovanni Sanudo 1341 - 1362                               | Giovanni Sanudo 1341 - 1362                               | Giovanni Sanudo 1341 - 1362                               | Giovanni Sanudo 1341 - 1362                               | Giovanni Sanudo 1341 - 1362                               |                                     |                                     | Gugliemo Sanudo                                 | Gugliemo Sanudo                                 | Gugliemo Sanudo                                 | Gugliemo Sanudo                                 | Gugliemo Sanudo                                 | Gugliemo Sanudo                                 |  |  |  |  |  |  |  |  |  |  |  |  |  |  |  |  |  |  |  |  |  |  |  |  |  |  |  |  |  |  |  |  |
|  |  | Fiorenza Sanudo                             | Fiorenza Sanudo                             | Fiorenza Sanudo                             | Fiorenza Sanudo                             | Fiorenza Sanudo                             | Fiorenza Sanudo                             |                                |                                | Francesco Ier Crispo 1383 - 1397                  | Francesco Ier Crispo 1383 - 1397                  | Francesco Ier Crispo 1383 - 1397                  | Francesco Ier Crispo 1383 - 1397                  | Francesco Ier Crispo 1383 - 1397                  | Francesco Ier Crispo 1383 - 1397                  |                                          |                                          | 1. Giovanni dalle Carceri                                        | 1. Giovanni dalle Carceri                                        | 1. Giovanni dalle Carceri                                        | 1. Giovanni dalle Carceri                                        | 1. Giovanni dalle Carceri                                        | 1. Giovanni dalle Carceri                                        |                                   |                                   | Fiorenza Sanudo 1362 - 1371                               | Fiorenza Sanudo 1362 - 1371                               | Fiorenza Sanudo 1362 - 1371                               | Fiorenza Sanudo 1362 - 1371                               | Fiorenza Sanudo 1362 - 1371                               | Fiorenza Sanudo 1362 - 1371                               |                                     |                                     | 2. Niccolo Sanudo Spezzabanda 1362 - 1371       | 2. Niccolo Sanudo Spezzabanda 1362 - 1371       | 2. Niccolo Sanudo Spezzabanda 1362 - 1371       | 2. Niccolo Sanudo Spezzabanda 1362 - 1371       | 2. Niccolo Sanudo Spezzabanda 1362 - 1371       | 2. Niccolo Sanudo Spezzabanda 1362 - 1371       |  |  |  |  |  |  |  |  |  |  |  |  |  |  |  |  |  |  |  |  |  |  |  |  |  |  |  |  |  |  |  |  |
|  |  | Fiorenza Sanudo                             | Fiorenza Sanudo                             | Fiorenza Sanudo                             | Fiorenza Sanudo                             | Fiorenza Sanudo                             | Fiorenza Sanudo                             |                                |                                | Francesco Ier Crispo 1383 - 1397                  | Francesco Ier Crispo 1383 - 1397                  | Francesco Ier Crispo 1383 - 1397                  | Francesco Ier Crispo 1383 - 1397                  | Francesco Ier Crispo 1383 - 1397                  | Francesco Ier Crispo 1383 - 1397                  |                                          |                                          | 1. Giovanni dalle Carceri                                        | 1. Giovanni dalle Carceri                                        | 1. Giovanni dalle Carceri                                        | 1. Giovanni dalle Carceri                                        | 1. Giovanni dalle Carceri                                        | 1. Giovanni dalle Carceri                                        |                                   |                                   | Fiorenza Sanudo 1362 - 1371                               | Fiorenza Sanudo 1362 - 1371                               | Fiorenza Sanudo 1362 - 1371                               | Fiorenza Sanudo 1362 - 1371                               | Fiorenza Sanudo 1362 - 1371                               | Fiorenza Sanudo 1362 - 1371                               |                                     |                                     | 2. Niccolo Sanudo Spezzabanda 1362 - 1371       | 2. Niccolo Sanudo Spezzabanda 1362 - 1371       | 2. Niccolo Sanudo Spezzabanda 1362 - 1371       | 2. Niccolo Sanudo Spezzabanda 1362 - 1371       | 2. Niccolo Sanudo Spezzabanda 1362 - 1371       | 2. Niccolo Sanudo Spezzabanda 1362 - 1371       |  |  |  |  |  |  |  |  |  |  |  |  |  |  |  |  |  |  |  |  |  |  |  |  |  |  |  |  |  |  |  |  |
|  |  |                                             |                                             |                                             |                                             |                                             |                                             |                                |                                |                                                   |                                                   |                                                   |                                                   |                                                   |                                                   |                                          |                                          |                                                                  |                                                                  |                                                                  |                                                                  |                                                                  |                                                                  |                                   |                                   |                                                           |                                                           |                                                           |                                                           |                                                           |                                                           |                                     |                                     |                                                 |                                                 |                                                 |                                                 |                                                 |                                                 |  |  |  |  |  |  |  |  |  |  |  |  |  |  |  |  |  |  |  |  |  |  |  |  |  |  |  |  |  |  |  |  |
|  |  |                                             |                                             |                                             |                                             | Giacomo Ier Crispo 1397 - 1418              | Giacomo Ier Crispo 1397 - 1418              | Giacomo Ier Crispo 1397 - 1418 | Giacomo Ier Crispo 1397 - 1418 | Giacomo Ier Crispo 1397 - 1418                    | Giacomo Ier Crispo 1397 - 1418                    |                                                   |                                                   |                                                   |                                                   |                                          |                                          |                                                                  |                                                                  |                                                                  |                                                                  | Niccolo dalle Carceri 1371 - 1383                                | Niccolo dalle Carceri 1371 - 1383                                | Niccolo dalle Carceri 1371 - 1383 | Niccolo dalle Carceri 1371 - 1383 | Niccolo dalle Carceri 1371 - 1383                         | Niccolo dalle Carceri 1371 - 1383                         |                                                           |                                                           | Maria Sanudo ∞ Gaspard Sommaripa                          | Maria Sanudo ∞ Gaspard Sommaripa                          | Maria Sanudo ∞ Gaspard Sommaripa    | Maria Sanudo ∞ Gaspard Sommaripa    | Maria Sanudo ∞ Gaspard Sommaripa                | Maria Sanudo ∞ Gaspard Sommaripa                |                                                 |                                                 |                                                 |                                                 |  |  |  |  |  |  |  |  |  |  |  |  |  |  |  |  |  |  |  |  |  |  |  |  |  |  |  |  |  |  |  |  |
|  |  |                                             |                                             |                                             |                                             | Giacomo Ier Crispo 1397 - 1418              | Giacomo Ier Crispo 1397 - 1418              | Giacomo Ier Crispo 1397 - 1418 | Giacomo Ier Crispo 1397 - 1418 | Giacomo Ier Crispo 1397 - 1418                    | Giacomo Ier Crispo 1397 - 1418                    |                                                   |                                                   |                                                   |                                                   |                                          |                                          |                                                                  |                                                                  |                                                                  |                                                                  | Niccolo dalle Carceri 1371 - 1383                                | Niccolo dalle Carceri 1371 - 1383                                | Niccolo dalle Carceri 1371 - 1383 | Niccolo dalle Carceri 1371 - 1383 | Niccolo dalle Carceri 1371 - 1383                         | Niccolo dalle Carceri 1371 - 1383                         |                                                           |                                                           | Maria Sanudo ∞ Gaspard Sommaripa                          | Maria Sanudo ∞ Gaspard Sommaripa                          | Maria Sanudo ∞ Gaspard Sommaripa    | Maria Sanudo ∞ Gaspard Sommaripa    | Maria Sanudo ∞ Gaspard Sommaripa                | Maria Sanudo ∞ Gaspard Sommaripa                |                                                 |                                                 |                                                 |                                                 |  |  |  |  |  |  |  |  |  |  |  |  |  |  |  |  |  |  |  |  |  |  |  |  |  |  |  |  |  |  |  |  |
|  |  |                                             |                                             |                                             |                                             |                                             |                                             |                                |                                |                                                   |                                                   |                                                   |                                                   |                                                   |                                                   |                                          |                                          |                                                                  |                                                                  |                                                                  |                                                                  |                                                                  |                                                                  |                                   |                                   |                                                           |                                                           |                                                           |                                                           | Fiorenza Sanudo-Sommaripa                                 |                                                           |                                     |                                     |                                                 |                                                 |                                                 |                                                 |                                                 |                                                 |  |  |  |  |  |  |  |  |  |  |  |  |  |  |  |  |  |  |  |  |  |  |  |  |  |  |  |  |  |  |  |  |
|  |  |                                             |                                             |                                             |                                             |                                             |                                             |                                |                                |                                                   |                                                   |                                                   |                                                   |                                                   |                                                   |                                          |                                          |                                                                  |                                                                  |                                                                  |                                                                  |                                                                  |                                                                  |                                   |                                   |                                                           |                                                           |                                                           |                                                           |                                                           |                                                           |                                     |                                     |                                                 |                                                 |                                                 |                                                 |                                                 |                                                 |  |  |  |  |  |  |  |  |  |  |  |  |  |  |  |  |  |  |  |  |  |  |  |  |  |  |  |  |  |  |  |  |
|  |  |                                             |                                             |                                             |                                             |                                             |                                             |                                |                                |                                                   |                                                   |                                                   |                                                   |                                                   |                                                   |                                          |                                          |                                                                  |                                                                  |                                                                  |                                                                  |                                                                  |                                                                  |                                   |                                   |                                                           |                                                           |                                                           |                                                           |                                                           |                                                           |                                     |                                     |                                                 |                                                 |                                                 |                                                 |                                                 |                                                 |  |  |  |  |  |  |  |  |  |  |  |  |  |  |  |  |  |  |  |  |  |  |  |  |  |  |  |  |  |  |  |  |
|  |  |                                             |                                             |                                             |                                             |                                             |                                             |                                |                                |                                                   |                                                   |                                                   |                                                   |                                                   |                                                   |                                          |                                          | Famille Crispo                                                   |                                                                  |                                                                  |                                                                  |                                                                  |                                                                  |                                   |                                   |                                                           |                                                           |                                                           |                                                           |                                                           |                                                           |                                     |                                     |                                                 |                                                 |                                                 |                                                 |                                                 |                                                 |  |  |  |  |  |  |  |  |  |  |  |  |  |  |  |  |  |  |  |  |  |  |  |  |  |  |  |  |  |  |  |  |

### Arbre généalogique des Crispi
|  |  |                    |                    |                    |                    |                    |                    |  |  |                                           |                                           | Famille Sanudo                            |                                           |                                           |                                           |  |  |                                            |                                            |                                            |                                            |                                            |                                            |                 |                 |                                     |                                     |                                     |                                     |                                     |                                     |                           |                           |                                                                  |                                                                  |                                                                  |                                                                  |                                                                  |                                                                  |  |  |                                           |                                           |                                           |                                           |                                           |                                           |  |  |                                                    |                                                    |                                                    |                                                    |                                                    |                                                    |  |  |                                                              |                                                              |                                                              |                                                              |                                                              |                                                              |  |  |                                                     |                                                     |                                                     |                                                     |                                                     |                                                     |  |  |  |  |  |  |  |  |  |  |  |  |  |  |  |  |  |  |  |  |  |  |  |  |  |  |  |  |  |  |  |  |  |  |
|  |  |                    |                    |                    |                    |                    |                    |  |  |                                           |                                           |                                           |                                           |                                           |                                           |  |  |                                            |                                            |                                            |                                            |                                            |                                            |                 |                 |                                     |                                     |                                     |                                     |                                     |                                     |                           |                           |                                                                  |                                                                  |                                                                  |                                                                  |                                                                  |                                                                  |  |  |                                           |                                           |                                           |                                           |                                           |                                           |  |  |                                                    |                                                    |                                                    |                                                    |                                                    |                                                    |  |  |                                                              |                                                              |                                                              |                                                              |                                                              |                                                              |  |  |                                                     |                                                     |                                                     |                                                     |                                                     |                                                     |  |  |  |  |  |  |  |  |  |  |  |  |  |  |  |  |  |  |  |  |  |  |  |  |  |  |  |  |  |  |  |  |  |  |
|  |  |                    |                    |                    |                    |                    |                    |  |  |                                           |                                           |                                           |                                           |                                           |                                           |  |  |                                            |                                            |                                            |                                            |                                            |                                            |                 |                 |                                     |                                     |                                     |                                     |                                     |                                     |                           |                           |                                                                  |                                                                  |                                                                  |                                                                  |                                                                  |                                                                  |  |  |                                           |                                           |                                           |                                           |                                           |                                           |  |  |                                                    |                                                    |                                                    |                                                    |                                                    |                                                    |  |  |                                                              |                                                              |                                                              |                                                              |                                                              |                                                              |  |  |                                                     |                                                     |                                                     |                                                     |                                                     |                                                     |  |  |  |  |  |  |  |  |  |  |  |  |  |  |  |  |  |  |  |  |  |  |  |  |  |  |  |  |  |  |  |  |  |  |
|  |  |                    |                    |                    |                    |                    |                    |  |  |                                           |                                           |                                           |                                           |                                           |                                           |  |  |                                            |                                            |                                            |                                            |                                            |                                            |                 |                 |                                     |                                     |                                     |                                     |                                     |                                     |                           |                           |                                                                  |                                                                  |                                                                  |                                                                  |                                                                  |                                                                  |  |  |                                           |                                           |                                           |                                           |                                           |                                           |  |  |                                                    |                                                    |                                                    |                                                    |                                                    |                                                    |  |  |                                                              |                                                              |                                                              |                                                              |                                                              |                                                              |  |  |                                                     |                                                     |                                                     |                                                     |                                                     |                                                     |  |  |  |  |  |  |  |  |  |  |  |  |  |  |  |  |  |  |  |  |  |  |  |  |  |  |  |  |  |  |  |  |  |  |
|  |  |                    |                    |                    |                    |                    |                    |  |  |                                           |                                           |                                           |                                           |                                           |                                           |  |  |                                            |                                            |                                            |                                            | Fiorenza Sanuda                            | Fiorenza Sanuda                            | Fiorenza Sanuda | Fiorenza Sanuda | Fiorenza Sanuda                     | Fiorenza Sanuda                     |                                     |                                     | Francesco Ier 1383 - 1397           | Francesco Ier 1383 - 1397           | Francesco Ier 1383 - 1397 | Francesco Ier 1383 - 1397 | Francesco Ier 1383 - 1397                                        | Francesco Ier 1383 - 1397                                        |                                                                  |                                                                  |                                                                  |                                                                  |  |  |                                           |                                           |                                           |                                           |                                           |                                           |  |  |                                                    |                                                    |                                                    |                                                    |                                                    |                                                    |  |  |                                                              |                                                              |                                                              |                                                              |                                                              |                                                              |  |  |                                                     |                                                     |                                                     |                                                     |                                                     |                                                     |  |  |  |  |  |  |  |  |  |  |  |  |  |  |  |  |  |  |  |  |  |  |  |  |  |  |  |  |  |  |  |  |  |  |
|  |  |                    |                    |                    |                    |                    |                    |  |  |                                           |                                           |                                           |                                           |                                           |                                           |  |  |                                            |                                            |                                            |                                            | Fiorenza Sanuda                            | Fiorenza Sanuda                            | Fiorenza Sanuda | Fiorenza Sanuda | Fiorenza Sanuda                     | Fiorenza Sanuda                     |                                     |                                     | Francesco Ier 1383 - 1397           | Francesco Ier 1383 - 1397           | Francesco Ier 1383 - 1397 | Francesco Ier 1383 - 1397 | Francesco Ier 1383 - 1397                                        | Francesco Ier 1383 - 1397                                        |                                                                  |                                                                  |                                                                  |                                                                  |  |  |                                           |                                           |                                           |                                           |                                           |                                           |  |  |                                                    |                                                    |                                                    |                                                    |                                                    |                                                    |  |  |                                                              |                                                              |                                                              |                                                              |                                                              |                                                              |  |  |                                                     |                                                     |                                                     |                                                     |                                                     |                                                     |  |  |  |  |  |  |  |  |  |  |  |  |  |  |  |  |  |  |  |  |  |  |  |  |  |  |  |  |  |  |  |  |  |  |
|  |  |                    |                    |                    |                    |                    |                    |  |  |                                           |                                           |                                           |                                           |                                           |                                           |  |  |                                            |                                            |                                            |                                            |                                            |                                            |                 |                 |                                     |                                     |                                     |                                     |                                     |                                     |                           |                           |                                                                  |                                                                  |                                                                  |                                                                  |                                                                  |                                                                  |  |  |                                           |                                           |                                           |                                           |                                           |                                           |  |  |                                                    |                                                    |                                                    |                                                    |                                                    |                                                    |  |  |                                                              |                                                              |                                                              |                                                              |                                                              |                                                              |  |  |                                                     |                                                     |                                                     |                                                     |                                                     |                                                     |  |  |  |  |  |  |  |  |  |  |  |  |  |  |  |  |  |  |  |  |  |  |  |  |  |  |  |  |  |  |  |  |  |  |
|  |  |                    |                    |                    |                    |                    |                    |  |  |                                           |                                           |                                           |                                           |                                           |                                           |  |  |                                            |                                            |                                            |                                            |                                            |                                            |                 |                 |                                     |                                     |                                     |                                     |                                     |                                     |                           |                           |                                                                  |                                                                  |                                                                  |                                                                  |                                                                  |                                                                  |  |  |                                           |                                           |                                           |                                           |                                           |                                           |  |  |                                                    |                                                    |                                                    |                                                    |                                                    |                                                    |  |  |                                                              |                                                              |                                                              |                                                              |                                                              |                                                              |  |  |                                                     |                                                     |                                                     |                                                     |                                                     |                                                     |  |  |  |  |  |  |  |  |  |  |  |  |  |  |  |  |  |  |  |  |  |  |  |  |  |  |  |  |  |  |  |  |  |  |
|  |  | Fiorenza Sommaripa | Fiorenza Sommaripa | Fiorenza Sommaripa | Fiorenza Sommaripa | Fiorenza Sommaripa | Fiorenza Sommaripa |  |  | Giacomo Ier 1397-1418                     | Giacomo Ier 1397-1418                     | Giacomo Ier 1397-1418                     | Giacomo Ier 1397-1418                     | Giacomo Ier 1397-1418                     | Giacomo Ier 1397-1418                     |  |  | Giovanni II 1419-1433 ∞ Francesca Morosini | Giovanni II 1419-1433 ∞ Francesca Morosini | Giovanni II 1419-1433 ∞ Francesca Morosini | Giovanni II 1419-1433 ∞ Francesca Morosini | Giovanni II 1419-1433 ∞ Francesca Morosini | Giovanni II 1419-1433 ∞ Francesca Morosini |                 |                 | Marco (apanages de Ios et Therasia) | Marco (apanages de Ios et Therasia) | Marco (apanages de Ios et Therasia) | Marco (apanages de Ios et Therasia) | Marco (apanages de Ios et Therasia) | Marco (apanages de Ios et Therasia) |                           |                           | Guiglelmo II 1453-1463 ∞ Elisabetha da Pesaro                    | Guiglelmo II 1453-1463 ∞ Elisabetha da Pesaro                    | Guiglelmo II 1453-1463 ∞ Elisabetha da Pesaro                    | Guiglelmo II 1453-1463 ∞ Elisabetha da Pesaro                    | Guiglelmo II 1453-1463 ∞ Elisabetha da Pesaro                    | Guiglelmo II 1453-1463 ∞ Elisabetha da Pesaro                    |  |  | Niccolo (apanage de Syros et Santorin)    | Niccolo (apanage de Syros et Santorin)    | Niccolo (apanage de Syros et Santorin)    | Niccolo (apanage de Syros et Santorin)    | Niccolo (apanage de Syros et Santorin)    | Niccolo (apanage de Syros et Santorin)    |  |  | Pietro                                             | Pietro                                             | Pietro                                             | Pietro                                             | Pietro                                             | Pietro                                             |  |  | Pétronille ∞ Pietro Zéno (Andros en dot)                     | Pétronille ∞ Pietro Zéno (Andros en dot)                     | Pétronille ∞ Pietro Zéno (Andros en dot)                     | Pétronille ∞ Pietro Zéno (Andros en dot)                     | Pétronille ∞ Pietro Zéno (Andros en dot)                     | Pétronille ∞ Pietro Zéno (Andros en dot)                     |  |  | Agnese ∞ Dragonetto Clavelli (seigneur de Nissyros) | Agnese ∞ Dragonetto Clavelli (seigneur de Nissyros) | Agnese ∞ Dragonetto Clavelli (seigneur de Nissyros) | Agnese ∞ Dragonetto Clavelli (seigneur de Nissyros) | Agnese ∞ Dragonetto Clavelli (seigneur de Nissyros) | Agnese ∞ Dragonetto Clavelli (seigneur de Nissyros) |  |  |  |  |  |  |  |  |  |  |  |  |  |  |  |  |  |  |  |  |  |  |  |  |  |  |  |  |  |  |  |  |  |  |
|  |  | Fiorenza Sommaripa | Fiorenza Sommaripa | Fiorenza Sommaripa | Fiorenza Sommaripa | Fiorenza Sommaripa | Fiorenza Sommaripa |  |  | Giacomo Ier 1397-1418                     | Giacomo Ier 1397-1418                     | Giacomo Ier 1397-1418                     | Giacomo Ier 1397-1418                     | Giacomo Ier 1397-1418                     | Giacomo Ier 1397-1418                     |  |  | Giovanni II 1419-1433 ∞ Francesca Morosini | Giovanni II 1419-1433 ∞ Francesca Morosini | Giovanni II 1419-1433 ∞ Francesca Morosini | Giovanni II 1419-1433 ∞ Francesca Morosini | Giovanni II 1419-1433 ∞ Francesca Morosini | Giovanni II 1419-1433 ∞ Francesca Morosini |                 |                 | Marco (apanages de Ios et Therasia) | Marco (apanages de Ios et Therasia) | Marco (apanages de Ios et Therasia) | Marco (apanages de Ios et Therasia) | Marco (apanages de Ios et Therasia) | Marco (apanages de Ios et Therasia) |                           |                           | Guiglelmo II 1453-1463 ∞ Elisabetha da Pesaro                    | Guiglelmo II 1453-1463 ∞ Elisabetha da Pesaro                    | Guiglelmo II 1453-1463 ∞ Elisabetha da Pesaro                    | Guiglelmo II 1453-1463 ∞ Elisabetha da Pesaro                    | Guiglelmo II 1453-1463 ∞ Elisabetha da Pesaro                    | Guiglelmo II 1453-1463 ∞ Elisabetha da Pesaro                    |  |  | Niccolo (apanage de Syros et Santorin)    | Niccolo (apanage de Syros et Santorin)    | Niccolo (apanage de Syros et Santorin)    | Niccolo (apanage de Syros et Santorin)    | Niccolo (apanage de Syros et Santorin)    | Niccolo (apanage de Syros et Santorin)    |  |  | Pietro                                             | Pietro                                             | Pietro                                             | Pietro                                             | Pietro                                             | Pietro                                             |  |  | Pétronille ∞ Pietro Zéno (Andros en dot)                     | Pétronille ∞ Pietro Zéno (Andros en dot)                     | Pétronille ∞ Pietro Zéno (Andros en dot)                     | Pétronille ∞ Pietro Zéno (Andros en dot)                     | Pétronille ∞ Pietro Zéno (Andros en dot)                     | Pétronille ∞ Pietro Zéno (Andros en dot)                     |  |  | Agnese ∞ Dragonetto Clavelli (seigneur de Nissyros) | Agnese ∞ Dragonetto Clavelli (seigneur de Nissyros) | Agnese ∞ Dragonetto Clavelli (seigneur de Nissyros) | Agnese ∞ Dragonetto Clavelli (seigneur de Nissyros) | Agnese ∞ Dragonetto Clavelli (seigneur de Nissyros) | Agnese ∞ Dragonetto Clavelli (seigneur de Nissyros) |  |  |  |  |  |  |  |  |  |  |  |  |  |  |  |  |  |  |  |  |  |  |  |  |  |  |  |  |  |  |  |  |  |  |
|  |  |                    |                    |                    |                    |                    |                    |  |  |                                           |                                           |                                           |                                           |                                           |                                           |  |  |                                            |                                            |                                            |                                            |                                            |                                            |                 |                 |                                     |                                     |                                     |                                     |                                     |                                     |                           |                           |                                                                  |                                                                  |                                                                  |                                                                  |                                                                  |                                                                  |  |  |                                           |                                           |                                           |                                           |                                           |                                           |  |  |                                                    |                                                    |                                                    |                                                    |                                                    |                                                    |  |  |                                                              |                                                              |                                                              |                                                              |                                                              |                                                              |  |  |                                                     |                                                     |                                                     |                                                     |                                                     |                                                     |  |  |  |  |  |  |  |  |  |  |  |  |  |  |  |  |  |  |  |  |  |  |  |  |  |  |  |  |  |  |  |  |  |  |
|  |  |                    |                    |                    |                    |                    |                    |  |  |                                           |                                           |                                           |                                           |                                           |                                           |  |  |                                            |                                            |                                            |                                            |                                            |                                            |                 |                 |                                     |                                     |                                     |                                     |                                     |                                     |                           |                           |                                                                  |                                                                  |                                                                  |                                                                  |                                                                  |                                                                  |  |  |                                           |                                           |                                           |                                           |                                           |                                           |  |  |                                                    |                                                    |                                                    |                                                    |                                                    |                                                    |  |  |                                                              |                                                              |                                                              |                                                              |                                                              |                                                              |  |  |                                                     |                                                     |                                                     |                                                     |                                                     |                                                     |  |  |  |  |  |  |  |  |  |  |  |  |  |  |  |  |  |  |  |  |  |  |  |  |  |  |  |  |  |  |  |  |  |  |
|  |  | deux filles        | deux filles        | deux filles        | deux filles        | deux filles        | deux filles        |  |  | Giacomo II 1433-1447 ∞ Ginevra Gattilusio | Giacomo II 1433-1447 ∞ Ginevra Gattilusio | Giacomo II 1433-1447 ∞ Ginevra Gattilusio | Giacomo II 1433-1447 ∞ Ginevra Gattilusio | Giacomo II 1433-1447 ∞ Ginevra Gattilusio | Giacomo II 1433-1447 ∞ Ginevra Gattilusio |  |  | Adriana et Caterina                        | Adriana et Caterina                        | Adriana et Caterina                        | Adriana et Caterina                        | Adriana et Caterina                        | Adriana et Caterina                        |                 |                 | Francesco                           | Francesco                           | Francesco                           | Francesco                           | Francesco                           | Francesco                           |                           |                           | Fiorenza                                                         | Fiorenza                                                         | Fiorenza                                                         | Fiorenza                                                         | Fiorenza                                                         | Fiorenza                                                         |  |  | Francesco II 1463 ∞ Petronilla Bembo      | Francesco II 1463 ∞ Petronilla Bembo      | Francesco II 1463 ∞ Petronilla Bembo      | Francesco II 1463 ∞ Petronilla Bembo      | Francesco II 1463 ∞ Petronilla Bembo      | Francesco II 1463 ∞ Petronilla Bembo      |  |  | trois fils et sept filles                          | trois fils et sept filles                          | trois fils et sept filles                          | trois fils et sept filles                          | trois fils et sept filles                          | trois fils et sept filles                          |  |  | Giovanni                                                     | Giovanni                                                     | Giovanni                                                     | Giovanni                                                     | Giovanni                                                     | Giovanni                                                     |  |  |                                                     |                                                     |                                                     |                                                     |                                                     |                                                     |  |  |  |  |  |  |  |  |  |  |  |  |  |  |  |  |  |  |  |  |  |  |  |  |  |  |  |  |  |  |  |  |  |  |
|  |  | deux filles        | deux filles        | deux filles        | deux filles        | deux filles        | deux filles        |  |  | Giacomo II 1433-1447 ∞ Ginevra Gattilusio | Giacomo II 1433-1447 ∞ Ginevra Gattilusio | Giacomo II 1433-1447 ∞ Ginevra Gattilusio | Giacomo II 1433-1447 ∞ Ginevra Gattilusio | Giacomo II 1433-1447 ∞ Ginevra Gattilusio | Giacomo II 1433-1447 ∞ Ginevra Gattilusio |  |  | Adriana et Caterina                        | Adriana et Caterina                        | Adriana et Caterina                        | Adriana et Caterina                        | Adriana et Caterina                        | Adriana et Caterina                        |                 |                 | Francesco                           | Francesco                           | Francesco                           | Francesco                           | Francesco                           | Francesco                           |                           |                           | Fiorenza                                                         | Fiorenza                                                         | Fiorenza                                                         | Fiorenza                                                         | Fiorenza                                                         | Fiorenza                                                         |  |  | Francesco II 1463 ∞ Petronilla Bembo      | Francesco II 1463 ∞ Petronilla Bembo      | Francesco II 1463 ∞ Petronilla Bembo      | Francesco II 1463 ∞ Petronilla Bembo      | Francesco II 1463 ∞ Petronilla Bembo      | Francesco II 1463 ∞ Petronilla Bembo      |  |  | trois fils et sept filles                          | trois fils et sept filles                          | trois fils et sept filles                          | trois fils et sept filles                          | trois fils et sept filles                          | trois fils et sept filles                          |  |  | Giovanni                                                     | Giovanni                                                     | Giovanni                                                     | Giovanni                                                     | Giovanni                                                     | Giovanni                                                     |  |  |                                                     |                                                     |                                                     |                                                     |                                                     |                                                     |  |  |  |  |  |  |  |  |  |  |  |  |  |  |  |  |  |  |  |  |  |  |  |  |  |  |  |  |  |  |  |  |  |  |
|  |  |                    |                    |                    |                    |                    |                    |  |  |                                           |                                           |                                           |                                           |                                           |                                           |  |  |                                            |                                            |                                            |                                            |                                            |                                            |                 |                 |                                     |                                     |                                     |                                     |                                     |                                     |                           |                           |                                                                  |                                                                  |                                                                  |                                                                  |                                                                  |                                                                  |  |  |                                           |                                           |                                           |                                           |                                           |                                           |  |  |                                                    |                                                    |                                                    |                                                    |                                                    |                                                    |  |  |                                                              |                                                              |                                                              |                                                              |                                                              |                                                              |  |  |                                                     |                                                     |                                                     |                                                     |                                                     |                                                     |  |  |  |  |  |  |  |  |  |  |  |  |  |  |  |  |  |  |  |  |  |  |  |  |  |  |  |  |  |  |  |  |  |  |
|  |  |                    |                    |                    |                    |                    |                    |  |  | Gian Giacomo 1447-1453                    | Gian Giacomo 1447-1453                    | Gian Giacomo 1447-1453                    | Gian Giacomo 1447-1453                    | Gian Giacomo 1447-1453                    | Gian Giacomo 1447-1453                    |  |  |                                            |                                            |                                            |                                            |                                            |                                            |                 |                 |                                     |                                     |                                     |                                     |                                     |                                     |                           |                           | Giacomo III 1463-1480 ∞ Caterina Gozzadini                       | Giacomo III 1463-1480 ∞ Caterina Gozzadini                       | Giacomo III 1463-1480 ∞ Caterina Gozzadini                       | Giacomo III 1463-1480 ∞ Caterina Gozzadini                       | Giacomo III 1463-1480 ∞ Caterina Gozzadini                       | Giacomo III 1463-1480 ∞ Caterina Gozzadini                       |  |  |                                           |                                           |                                           |                                           |                                           |                                           |  |  | Giovanni III 1480-1494 ∞ une Morosini              | Giovanni III 1480-1494 ∞ une Morosini              | Giovanni III 1480-1494 ∞ une Morosini              | Giovanni III 1480-1494 ∞ une Morosini              | Giovanni III 1480-1494 ∞ une Morosini              | Giovanni III 1480-1494 ∞ une Morosini              |  |  |                                                              |                                                              |                                                              |                                                              |                                                              |                                                              |  |  |                                                     |                                                     |                                                     |                                                     |                                                     |                                                     |  |  |  |  |  |  |  |  |  |  |  |  |  |  |  |  |  |  |  |  |  |  |  |  |  |  |  |  |  |  |  |  |  |  |
|  |  |                    |                    |                    |                    |                    |                    |  |  | Gian Giacomo 1447-1453                    | Gian Giacomo 1447-1453                    | Gian Giacomo 1447-1453                    | Gian Giacomo 1447-1453                    | Gian Giacomo 1447-1453                    | Gian Giacomo 1447-1453                    |  |  |                                            |                                            |                                            |                                            |                                            |                                            |                 |                 |                                     |                                     |                                     |                                     |                                     |                                     |                           |                           | Giacomo III 1463-1480 ∞ Caterina Gozzadini                       | Giacomo III 1463-1480 ∞ Caterina Gozzadini                       | Giacomo III 1463-1480 ∞ Caterina Gozzadini                       | Giacomo III 1463-1480 ∞ Caterina Gozzadini                       | Giacomo III 1463-1480 ∞ Caterina Gozzadini                       | Giacomo III 1463-1480 ∞ Caterina Gozzadini                       |  |  |                                           |                                           |                                           |                                           |                                           |                                           |  |  | Giovanni III 1480-1494 ∞ une Morosini              | Giovanni III 1480-1494 ∞ une Morosini              | Giovanni III 1480-1494 ∞ une Morosini              | Giovanni III 1480-1494 ∞ une Morosini              | Giovanni III 1480-1494 ∞ une Morosini              | Giovanni III 1480-1494 ∞ une Morosini              |  |  |                                                              |                                                              |                                                              |                                                              |                                                              |                                                              |  |  |                                                     |                                                     |                                                     |                                                     |                                                     |                                                     |  |  |  |  |  |  |  |  |  |  |  |  |  |  |  |  |  |  |  |  |  |  |  |  |  |  |  |  |  |  |  |  |  |  |
|  |  |                    |                    |                    |                    |                    |                    |  |  |                                           |                                           |                                           |                                           |                                           |                                           |  |  |                                            |                                            |                                            |                                            |                                            |                                            |                 |                 |                                     |                                     |                                     |                                     |                                     |                                     |                           |                           | une fille ∞ Domenico Pisani (Santorin en dot)                    | une fille ∞ Domenico Pisani (Santorin en dot)                    | une fille ∞ Domenico Pisani (Santorin en dot)                    | une fille ∞ Domenico Pisani (Santorin en dot)                    | une fille ∞ Domenico Pisani (Santorin en dot)                    | une fille ∞ Domenico Pisani (Santorin en dot)                    |  |  |                                           |                                           |                                           |                                           |                                           |                                           |  |  | Francesco III 1500-1510 ∞ Taddea/Caterina Loredano | Francesco III 1500-1510 ∞ Taddea/Caterina Loredano | Francesco III 1500-1510 ∞ Taddea/Caterina Loredano | Francesco III 1500-1510 ∞ Taddea/Caterina Loredano | Francesco III 1500-1510 ∞ Taddea/Caterina Loredano | Francesco III 1500-1510 ∞ Taddea/Caterina Loredano |  |  |                                                              |                                                              |                                                              |                                                              |                                                              |                                                              |  |  |                                                     |                                                     |                                                     |                                                     |                                                     |                                                     |  |  |  |  |  |  |  |  |  |  |  |  |  |  |  |  |  |  |  |  |  |  |  |  |  |  |  |  |  |  |  |  |  |  |
|  |  |                    |                    |                    |                    |                    |                    |  |  |                                           |                                           |                                           |                                           |                                           |                                           |  |  |                                            |                                            |                                            |                                            |                                            |                                            |                 |                 |                                     |                                     |                                     |                                     |                                     |                                     |                           |                           | une fille ∞ Domenico Pisani (Santorin en dot)                    | une fille ∞ Domenico Pisani (Santorin en dot)                    | une fille ∞ Domenico Pisani (Santorin en dot)                    | une fille ∞ Domenico Pisani (Santorin en dot)                    | une fille ∞ Domenico Pisani (Santorin en dot)                    | une fille ∞ Domenico Pisani (Santorin en dot)                    |  |  |                                           |                                           |                                           |                                           |                                           |                                           |  |  | Francesco III 1500-1510 ∞ Taddea/Caterina Loredano | Francesco III 1500-1510 ∞ Taddea/Caterina Loredano | Francesco III 1500-1510 ∞ Taddea/Caterina Loredano | Francesco III 1500-1510 ∞ Taddea/Caterina Loredano | Francesco III 1500-1510 ∞ Taddea/Caterina Loredano | Francesco III 1500-1510 ∞ Taddea/Caterina Loredano |  |  |                                                              |                                                              |                                                              |                                                              |                                                              |                                                              |  |  |                                                     |                                                     |                                                     |                                                     |                                                     |                                                     |  |  |  |  |  |  |  |  |  |  |  |  |  |  |  |  |  |  |  |  |  |  |  |  |  |  |  |  |  |  |  |  |  |  |
|  |  |                    |                    |                    |                    |                    |                    |  |  |                                           |                                           |                                           |                                           |                                           |                                           |  |  |                                            |                                            |                                            |                                            |                                            |                                            |                 |                 |                                     |                                     |                                     |                                     |                                     |                                     |                           |                           |                                                                  |                                                                  |                                                                  |                                                                  |                                                                  |                                                                  |  |  |                                           |                                           |                                           |                                           |                                           |                                           |  |  |                                                    |                                                    |                                                    |                                                    |                                                    |                                                    |  |  |                                                              |                                                              |                                                              |                                                              |                                                              |                                                              |  |  |                                                     |                                                     |                                                     |                                                     |                                                     |                                                     |  |  |  |  |  |  |  |  |  |  |  |  |  |  |  |  |  |  |  |  |  |  |  |  |  |  |  |  |  |  |  |  |  |  |
|  |  |                    |                    |                    |                    |                    |                    |  |  |                                           |                                           |                                           |                                           |                                           |                                           |  |  |                                            |                                            |                                            |                                            |                                            |                                            |                 |                 |                                     |                                     |                                     |                                     |                                     |                                     |                           |                           |                                                                  |                                                                  |                                                                  |                                                                  |                                                                  |                                                                  |  |  | Giovanni IV 1510-1564 ∞ Adriana Gozzadini | Giovanni IV 1510-1564 ∞ Adriana Gozzadini | Giovanni IV 1510-1564 ∞ Adriana Gozzadini | Giovanni IV 1510-1564 ∞ Adriana Gozzadini | Giovanni IV 1510-1564 ∞ Adriana Gozzadini | Giovanni IV 1510-1564 ∞ Adriana Gozzadini |  |  |                                                    |                                                    |                                                    |                                                    |                                                    |                                                    |  |  | Catherine ∞ Gianluigi Pisani (seigneur de Chios)             | Catherine ∞ Gianluigi Pisani (seigneur de Chios)             | Catherine ∞ Gianluigi Pisani (seigneur de Chios)             | Catherine ∞ Gianluigi Pisani (seigneur de Chios)             | Catherine ∞ Gianluigi Pisani (seigneur de Chios)             | Catherine ∞ Gianluigi Pisani (seigneur de Chios)             |  |  |                                                     |                                                     |                                                     |                                                     |                                                     |                                                     |  |  |  |  |  |  |  |  |  |  |  |  |  |  |  |  |  |  |  |  |  |  |  |  |  |  |  |  |  |  |  |  |  |  |
|  |  |                    |                    |                    |                    |                    |                    |  |  |                                           |                                           |                                           |                                           |                                           |                                           |  |  |                                            |                                            |                                            |                                            |                                            |                                            |                 |                 |                                     |                                     |                                     |                                     |                                     |                                     |                           |                           |                                                                  |                                                                  |                                                                  |                                                                  |                                                                  |                                                                  |  |  | Giovanni IV 1510-1564 ∞ Adriana Gozzadini | Giovanni IV 1510-1564 ∞ Adriana Gozzadini | Giovanni IV 1510-1564 ∞ Adriana Gozzadini | Giovanni IV 1510-1564 ∞ Adriana Gozzadini | Giovanni IV 1510-1564 ∞ Adriana Gozzadini | Giovanni IV 1510-1564 ∞ Adriana Gozzadini |  |  |                                                    |                                                    |                                                    |                                                    |                                                    |                                                    |  |  | Catherine ∞ Gianluigi Pisani (seigneur de Chios)             | Catherine ∞ Gianluigi Pisani (seigneur de Chios)             | Catherine ∞ Gianluigi Pisani (seigneur de Chios)             | Catherine ∞ Gianluigi Pisani (seigneur de Chios)             | Catherine ∞ Gianluigi Pisani (seigneur de Chios)             | Catherine ∞ Gianluigi Pisani (seigneur de Chios)             |  |  |                                                     |                                                     |                                                     |                                                     |                                                     |                                                     |  |  |  |  |  |  |  |  |  |  |  |  |  |  |  |  |  |  |  |  |  |  |  |  |  |  |  |  |  |  |  |  |  |  |
|  |  |                    |                    |                    |                    |                    |                    |  |  |                                           |                                           |                                           |                                           |                                           |                                           |  |  |                                            |                                            |                                            |                                            |                                            |                                            |                 |                 |                                     |                                     |                                     |                                     |                                     |                                     |                           |                           |                                                                  |                                                                  |                                                                  |                                                                  |                                                                  |                                                                  |  |  |                                           |                                           |                                           |                                           |                                           |                                           |  |  |                                                    |                                                    |                                                    |                                                    |                                                    |                                                    |  |  |                                                              |                                                              |                                                              |                                                              |                                                              |                                                              |  |  |                                                     |                                                     |                                                     |                                                     |                                                     |                                                     |  |  |  |  |  |  |  |  |  |  |  |  |  |  |  |  |  |  |  |  |  |  |  |  |  |  |  |  |  |  |  |  |  |  |
|  |  |                    |                    |                    |                    |                    |                    |  |  |                                           |                                           |                                           |                                           |                                           |                                           |  |  |                                            |                                            |                                            |                                            |                                            |                                            |                 |                 |                                     |                                     |                                     |                                     |                                     |                                     |                           |                           | Caterina ∞ Niccolo III Gozzadini (seigneur de Sifnos et Kythnos) | Caterina ∞ Niccolo III Gozzadini (seigneur de Sifnos et Kythnos) | Caterina ∞ Niccolo III Gozzadini (seigneur de Sifnos et Kythnos) | Caterina ∞ Niccolo III Gozzadini (seigneur de Sifnos et Kythnos) | Caterina ∞ Niccolo III Gozzadini (seigneur de Sifnos et Kythnos) | Caterina ∞ Niccolo III Gozzadini (seigneur de Sifnos et Kythnos) |  |  | Francesco ∞ Fiorenza Gozzadini            | Francesco ∞ Fiorenza Gozzadini            | Francesco ∞ Fiorenza Gozzadini            | Francesco ∞ Fiorenza Gozzadini            | Francesco ∞ Fiorenza Gozzadini            | Francesco ∞ Fiorenza Gozzadini            |  |  | Giacomo IV 1564-1566 ∞ Cecilia Sommaripa           | Giacomo IV 1564-1566 ∞ Cecilia Sommaripa           | Giacomo IV 1564-1566 ∞ Cecilia Sommaripa           | Giacomo IV 1564-1566 ∞ Cecilia Sommaripa           | Giacomo IV 1564-1566 ∞ Cecilia Sommaripa           | Giacomo IV 1564-1566 ∞ Cecilia Sommaripa           |  |  | Thaddea Crispo ∞ Gianfrancesco Sommaripa (seigneur d'Andros) | Thaddea Crispo ∞ Gianfrancesco Sommaripa (seigneur d'Andros) | Thaddea Crispo ∞ Gianfrancesco Sommaripa (seigneur d'Andros) | Thaddea Crispo ∞ Gianfrancesco Sommaripa (seigneur d'Andros) | Thaddea Crispo ∞ Gianfrancesco Sommaripa (seigneur d'Andros) | Thaddea Crispo ∞ Gianfrancesco Sommaripa (seigneur d'Andros) |  |  |                                                     |                                                     |                                                     |                                                     |                                                     |                                                     |  |  |  |  |  |  |  |  |  |  |  |  |  |  |  |  |  |  |  |  |  |  |  |  |  |  |  |  |  |  |  |  |  |  |
|  |  |                    |                    |                    |                    |                    |                    |  |  |                                           |                                           |                                           |                                           |                                           |                                           |  |  |                                            |                                            |                                            |                                            |                                            |                                            |                 |                 |                                     |                                     |                                     |                                     |                                     |                                     |                           |                           | Caterina ∞ Niccolo III Gozzadini (seigneur de Sifnos et Kythnos) | Caterina ∞ Niccolo III Gozzadini (seigneur de Sifnos et Kythnos) | Caterina ∞ Niccolo III Gozzadini (seigneur de Sifnos et Kythnos) | Caterina ∞ Niccolo III Gozzadini (seigneur de Sifnos et Kythnos) | Caterina ∞ Niccolo III Gozzadini (seigneur de Sifnos et Kythnos) | Caterina ∞ Niccolo III Gozzadini (seigneur de Sifnos et Kythnos) |  |  | Francesco ∞ Fiorenza Gozzadini            | Francesco ∞ Fiorenza Gozzadini            | Francesco ∞ Fiorenza Gozzadini            | Francesco ∞ Fiorenza Gozzadini            | Francesco ∞ Fiorenza Gozzadini            | Francesco ∞ Fiorenza Gozzadini            |  |  | Giacomo IV 1564-1566 ∞ Cecilia Sommaripa           | Giacomo IV 1564-1566 ∞ Cecilia Sommaripa           | Giacomo IV 1564-1566 ∞ Cecilia Sommaripa           | Giacomo IV 1564-1566 ∞ Cecilia Sommaripa           | Giacomo IV 1564-1566 ∞ Cecilia Sommaripa           | Giacomo IV 1564-1566 ∞ Cecilia Sommaripa           |  |  | Thaddea Crispo ∞ Gianfrancesco Sommaripa (seigneur d'Andros) | Thaddea Crispo ∞ Gianfrancesco Sommaripa (seigneur d'Andros) | Thaddea Crispo ∞ Gianfrancesco Sommaripa (seigneur d'Andros) | Thaddea Crispo ∞ Gianfrancesco Sommaripa (seigneur d'Andros) | Thaddea Crispo ∞ Gianfrancesco Sommaripa (seigneur d'Andros) | Thaddea Crispo ∞ Gianfrancesco Sommaripa (seigneur d'Andros) |  |  |                                                     |                                                     |                                                     |                                                     |                                                     |                                                     |  |  |  |  |  |  |  |  |  |  |  |  |  |  |  |  |  |  |  |  |  |  |  |  |  |  |  |  |  |  |  |  |  |  |
|  |  |                    |                    |                    |                    |                    |                    |  |  |                                           |                                           |                                           |                                           |                                           |                                           |  |  |                                            |                                            |                                            |                                            |                                            |                                            |                 |                 |                                     |                                     |                                     |                                     |                                     |                                     |                           |                           |                                                                  |                                                                  |                                                                  |                                                                  |                                                                  |                                                                  |  |  |                                           |                                           |                                           |                                           |                                           |                                           |  |  | trois fils et trois filles                         |                                                    |                                                    |                                                    |                                                    |                                                    |  |  |                                                              |                                                              |                                                              |                                                              |                                                              |                                                              |  |  |                                                     |                                                     |                                                     |                                                     |                                                     |                                                     |  |  |  |  |  |  |  |  |  |  |  |  |  |  |  |  |  |  |  |  |  |  |  |  |  |  |  |  |  |  |  |  |  |  |